# Isochariesthes multiguttata
Isochariesthes multiguttata är en skalbaggsart som först beskrevs av Hunt och Stefan von Breuning 1955.  Isochariesthes multiguttata ingår i släktet Isochariesthes och familjen långhorningar.
Artens utbredningsområde är Swaziland. Inga underarter finns listade i Catalogue of Life.